# Silber-Raugras
Das Silber-Raugras (Achnatherum calamagrostis), auch kurz Raugras genannt, ist eine Pflanzenart aus der Gattung Achnatherum innerhalb der Familie der Süßgräser (Poaceae).

## Beschreibung

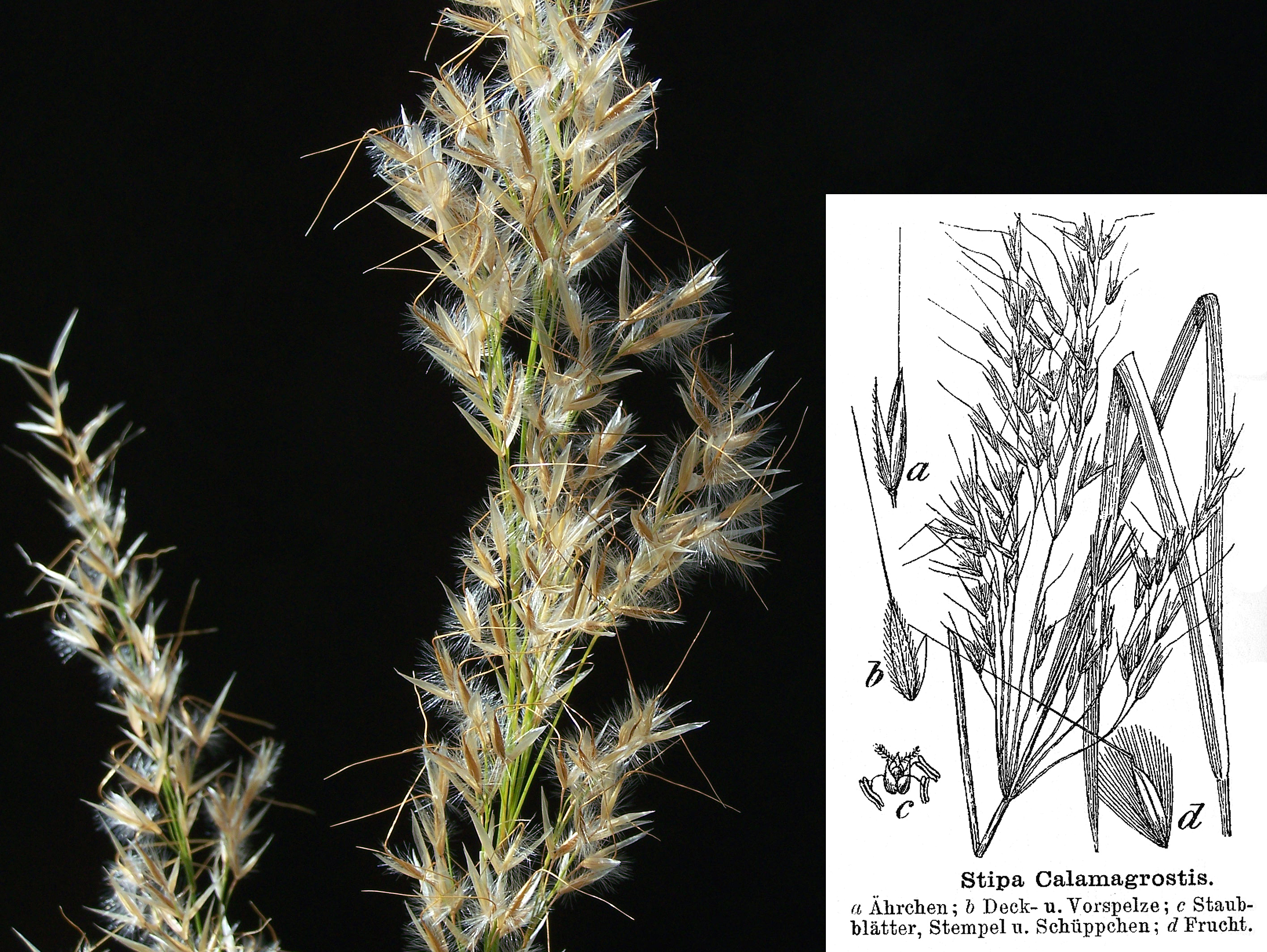
Blütenstand

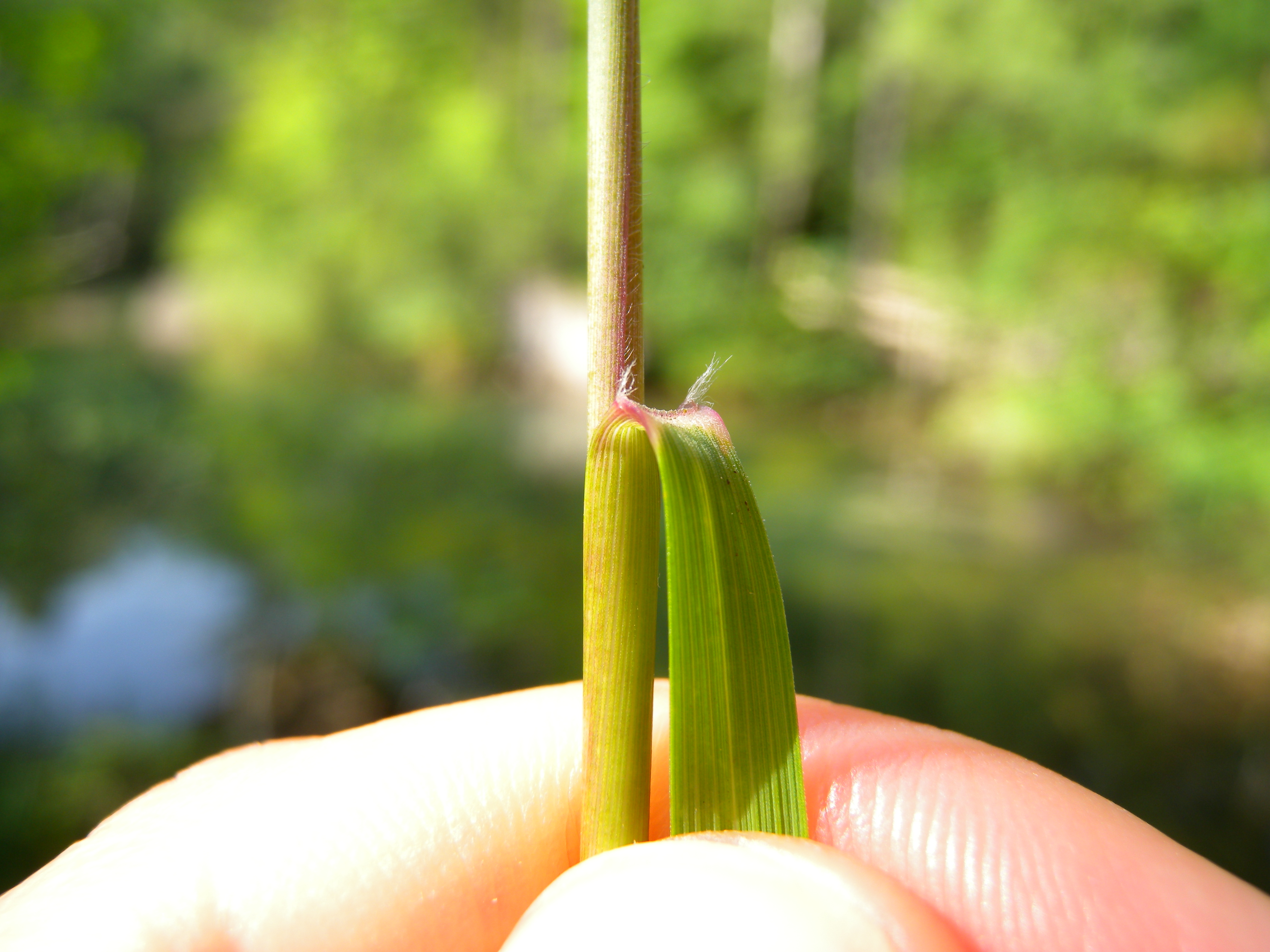
Ligula und Grund der Blattspreite

### Vegetative Merkmale
Das Silber-Raugras ist eine ausdauernde krautige Pflanze, die Wuchshöhen von 40 bis 120 Zentimeter erreicht. Sie ist horstbildend.
Die Laubblätter sind in Blattscheide und Blattspreite gegliedert. Die geriefte Blattscheide ist glatt und kahl und durch eine auffallende Linie von der Blattspreite abgesetzt. Die Ligula ist ein kragenförmiger, häutiger etwa 0,5 Millimeter langer Saum. Die einfache Blattspreite ist bis 60 Zentimeter lang und bis zu 8 Millimeter breit, flach ausgebreitet, auf der Oberseite und an der Rändern rau, unterseits glatt.

### Generative Merkmale
Die Blütezeit reicht von Juni bis September. Der dichte, rispige Blütenstand ist bei einer Länge von 20 bis 30 Zentimetern sowie einer Breite von 4 bis 6 Zentimetern im Umriss lanzettlich, aufrecht oder etwas nickend. Drei bis sieben Seitenäste gehen in Büscheln von der Hauptachse ab und sind mit mehr als zehn Ährchen besetzt. Die Ährchen sind einblütig, ohne Granne 7 bis 9 Millimeter lang, hellgrün bis strohfarben und glänzend. Die Hüllspelzen sind untereinander fast gleich und 7 bis 9 Millimeter lang. Die nur an den Rändern zottig behaarte Deckspelze ist fünfnervig und 3 bis 4 Millimeter lang, am oberen Ende etwas eingekerbt und zwischen den Seitenlappen begrannt, auf dem Rücken und im obersten Teil rau. Die Granne ist 8 bis 12 Millimeter lang, im unteren Teil sichelförmig gebogen und kahl, aber rau. Die Vorspelze ist 2,5 bis 3 Millimeter lang und zweinervig. Die Staubbeutel sind 2,8 bis 3,3 Millimeter lang und am oberen Ende pinselartig behaart.
Die Chromosomenzahl beträgt 2n = 24, seltener 44.

## Unterschiede zu ähnlichen Arten
Das Silber-Raugras unterscheidet sich von dem ähnlichen Kurzgrannigen Pfriemengras (Achnatherum bromoides (L.) P.Beauv.) durch folgende Merkmale:
- Deckspelze auf dem Rücken kahl, aber an den Rändern mit je einer Längsreihe 3 Millimeter langer abstehender Haare; die Blütezeit reicht von Juni bis September => Achnatherum calamagrostis
- Deckspelze auf dem Rücken dicht behaart, ohne Haarreihe an den Rändern; die Blütezeit reicht von Mai bis August => Achnatherum bromoides.[1]

## Ökologie
Beim Silber-Raugras handelt es sich um einen Hemikryptophyten. Das Silber-Raugras ist ein Schuttstauer und Schuttfestiger.

## Vorkommen
Das Silber-Raugras kommt in Mittel- und Südeuropa vor und ist von Zentralasien bis Sibirien und China weitverbreitet und kommt in Marokko vor. In Europa gibt es Fundortangaben für Frankreich, Italien, die Schweiz, Deutschland, Österreich, Slowenien, Kroatien, Serbien, Bosnien und Herzegowina, Montenegro, Albanien, Bulgarien, Rumänien und Griechenland. In Tschechien und Schweden ist es ein Neophyt.
In Deutschland kommt es nur in den Alpen, im Alpenvorland und im Donaudurchbruchstal der Schwäbischen Alb vor. In den Allgäuer Alpen steigt es in Bayern nahe dem Oytalhaus und beim Gleitweg bis in Höhenlagen von 1280 Metern auf. In Graubünden steigt es bei Creusen und am Tasnatobel bis in Höhenlagen von 1600 Meter und im Kanton Wallis bei Arpette bis 1700 Meter auf.
In Mitteleuropa gedeiht das Silber-Raugras in sonnigen Steinschuttrasen auf trockenen bis mäßig frischen, kalkreichen, humusarmen, zum Teil mergelhaltigen, lockeren, bewegten Feinschutt- oder Felsböden.
Das Silber-Raugras ist eine Charakterart des Stipetum calamagrostis aus dem Verband Stipion calamagrostis, kommt als Schwemmling auch in Pflanzengesellschaften der Verbands Epilobion fleischeri oder in Felsbandgesellschaften des Verbands Potentillion caulescentis vor.
Die ökologischen Zeigerwerte nach Landolt et al. 2010 sind in der Schweiz: Feuchtezahl F = 1+w (trocken aber mäßig wechselnd), Lichtzahl L = 4 (hell), Reaktionszahl R = 5 (basisch), Temperaturzahl T = 3 (montan), Nährstoffzahl N = 2 (nährstoffarm), Kontinentalitätszahl K = 4 (subkontinental).

## Systematik
Die Erstveröffentlichung erfolgte 1759 unter dem Namen (Basionym) Agrostis calamagrostis durch Carl von Linné in Systema Naturae ...Editio decima, reformata..., 10. Auflage, Band 2, Seite 872. Die Neukombination zu Achnatherum calamagrostis (L.) P.Beauv. wurde 1812 durch Ambroise Marie François Joseph Palisot de Beauvois in Essai d'une nouvelle agrostographie ... Seite 19, Tafel 6, fig. 146 veröffentlicht. Weitere Synonyme für Achnatherum calamagrostis (L.) P.Beauv. sind: Stipa calamagrostis (L.) Wahlenb., Lasiogrostis calamagrostis (L.) Link.
Je nach Autor gibt es etwa zwei Unterarten:
- Achnatherum calamagrostis (L.) P.Beauv. subsp. calamagrostis: Sie kommt ursprünglich vor in Spanien, Frankreich, Deutschland, in der Schweiz, in Österreich, Italien, Slowenien, Kroatien, Serbien, Kosovo, Albanien, Griechenland, Bulgarien und Rumänien.[5]
- Achnatherum calamagrostis subsp. mesatlasicum (Quézel) Dobignard (Syn.: Calamagrostis argentea subsp. mesatlasica Quézel): Sie kommt in Marokko vor.[5]